# ムハンマド・ナーディル・シャー
ムハンマド・ナーディル・シャー（パシュトゥー語: محمد نادر شاه, ラテン文字転写: Muhammad Nādir Shāh、1883年4月10日 - 1933年11月8日）は、アフガニスタン国王（在位：1929年10月15日 - 1933年11月8日）。パシュトゥーン人のバーラクザイ朝王家の分家出身で、アマーヌッラー・ハーン追放後の混乱を収拾し、バーラクザイ朝を中興した。

## 生涯

### 生い立ち
1883年4月10日、イギリス領インドのデヘラードゥーンにおいて、ムハンマド・ナーディル・ハーンとして生まれた。父はムハンマド・ユースフ・ハーン、母はシャラフ・スルタナ。
彼の生家は、アフガニスタン・バーラクザイ朝の王家（ムハンマドザイ家）の分枝であるムサーヒバーン家 (Musahiban) である。バーラクザイ朝の初代君主ドースト・ムハンマド・ハーンの弟であるスルタン・ムハンマド・ハーンが、ムハンマド・ナーディル・ハーンの曽祖父にあたる。なお、母方の曽祖父は、ドースト・ムハンマド・ハーンによって位を追われたサドーザイ朝最後の王アイユーブ・シャーである。

### 前半生
1917年、軍総司令官。1920年から1924年まで、アマーヌッラー・ハーンの治世下で国防相を務めた。一時フランスに滞在していたが、アマーヌッラーに対する反乱が起こるや、1929年2月、アフガニスタンに帰国した。反乱指導者のハビーブッラー・カラカーニーは、カーブルを占領しアマーヌッラーを退位させたが（アマーヌッラー・ハーンの改革と内戦）、政情を安定させることはできず、1929年10月13日、兄のシャー・ワリー将軍に王位を譲り、シャー・ワリーはムハンマド・ナーディルに王位を譲った。

### 治世
1929年10月15日、アフガニスタンの国王（アミール）を宣言。
元国王のアマーヌッラー・ハーンはナーディル・シャーに対して祝辞を贈った。
1930年9月、ロヤ・ジルガにおいて彼の称号が承認された。その後、君主の称号をシャーに変えた。
ナーディル・シャーの治世初期、シャリーアが法律の基盤となり、原理主義的な傾向が強かった。立法及び宗教指示の執行を監督するウラマー会議（ジャマーアテ・ウラマー）が設置され、更にイスラム教で禁止された食料品とアルコール類を取り締まるワジーラト・アル＝イフティサーブのような機関も設置された。
しかしながら、原理主義的な政策は、1931年の新憲法の採択で一旦終結した。憲法の第1条は、イスラム教スンナ派ハナフィー学派（イスラム法学派の中で最も穏健なものとされる）を国教として宣言した。憲法により義務教育はウラマー階級の手に移り、選挙権は男性にのみ賦与された。
また、反ハザーラ人政策を行ったためハザーラ人の反感を買い、1933年11月8日、ハザーラ人アブドゥル・ハリークにより暗殺された。

## 家族
- ムハンマド・ハーシム・ハーン - 異母弟。